# Mozdonyfüstszagú pókhálósgomba
A mozdonyfüstszagú pókhálósgomba (Cortinarius callisteus) a pókhálósgombafélék családjába tartozó, Európában és Észak-Amerikában honos, fenyvesekben  élő, nem ehető gombafaj. 

## Megjelenése
A mozdonyfüstszagú pókhálósgomba kalapja 3-9 cm széles, fiatalon félgömb alakú, majd domborúan, széles domborúan, idősen majdnem laposan kiterül. Felszíne száraz, sima vagy nagyon finoman pikkelyes. Színe barnássárga, narancsos-sárgás, narancsbarna; kiszáradva halványabb sárga (kissé higrofán). Széle sokáig begöngyölt. 
Húsa fehéres, halványsárga, sárga a kalapban; a tönk csúcsán fehér, a tövénél narancsbarna. Jellegzetes szaga hevített vasra, gépolajra vagy ózonra emlékeztet, íze nem jellegzetes vagy kesernyés. Nátrium-hidroxiddal téglavörös színreakciót ad. 
Közepesen sűrű, széles lemezei tönkhöz nőttek. Színük fiatalon halványsárga, később barnássárga, narancsossárga, öregen rozsdabarna. 
Tönkje 4-11 cm magas és 0,8-1,5 cm vastag. Alakja hengeres vagy a tövénél bunkósan megvastagodott. Felszíne szálas. Színe a csúcsán halványsárga, lejjebb barnássárga; idősen megsötétedik. A vékony, sárga vélum gallérzónát hagyhat a tönkön. 
Spórapora rozsdabarna. Spórája tojásdad vagy majdnem kerek, közepesen szemölcsös, mérete 6,5-8 x 5,5-6,5 µm.

### Hasonló fajok
Jellegzetes szaga alapján jól felismerhető, de külseje szerint az oroszlánsárga pókhálósgomba, a csúcsos pókhálósgomba, a mérges pókhálósgomba, a borvöröstönkű pókhálósgomba, a fahéjbarna pókhálósgomba, a sárgalemezű pókhálósgomba, a tőzegmoha-pókhálósgomba hasonlít hozzá. 

## Elterjedése és termőhelye
Európában és Észak-Amerikában honos. 
Fenyvesekben él, inkább savanyú talajon. Nyártól késő őszig terem. 
Nem ehető és könnyen összetéveszthető súlyos mérgezést okozó fajokkal. 

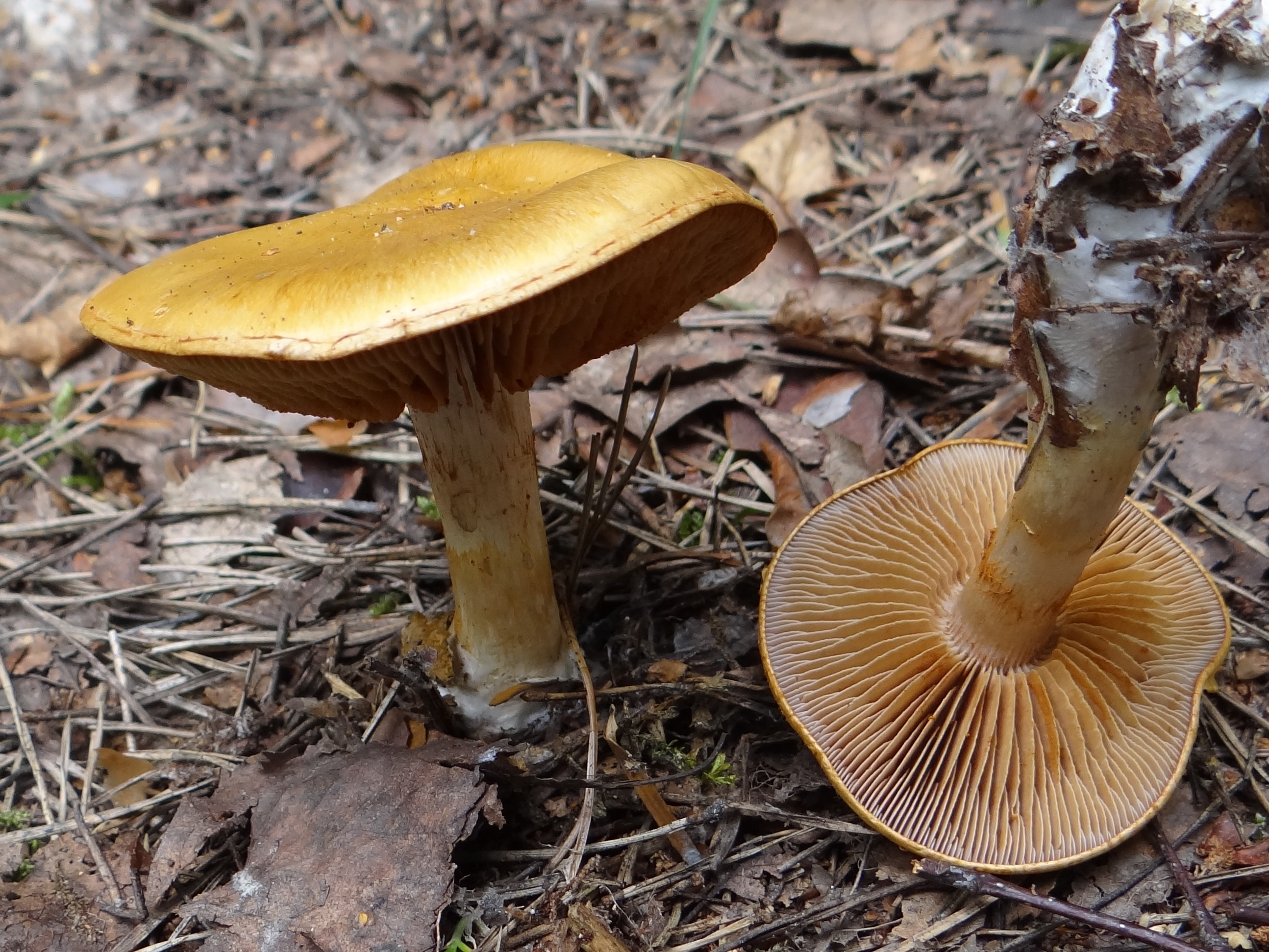
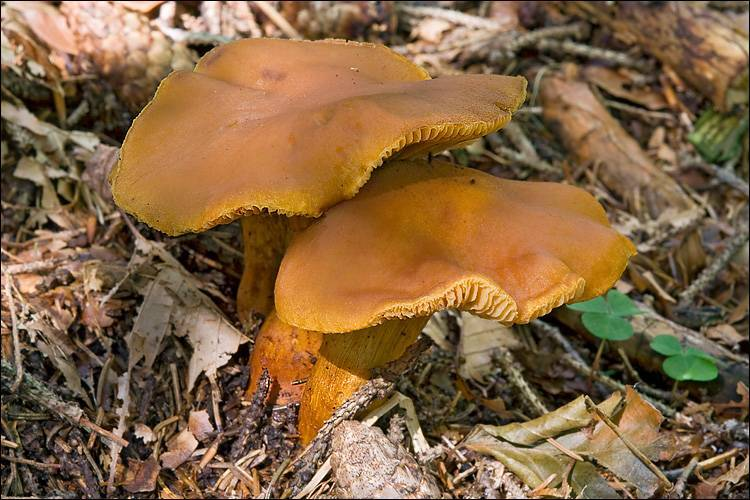
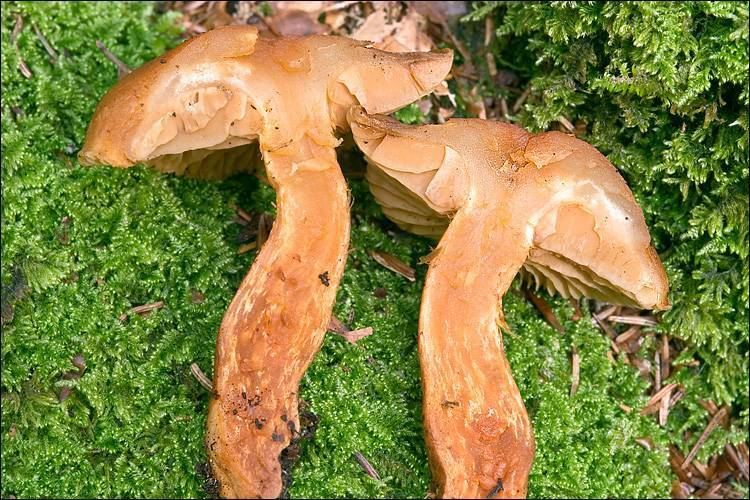
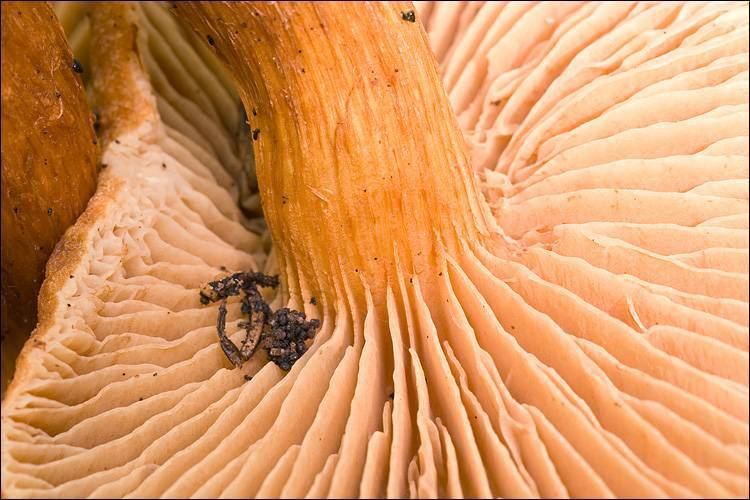
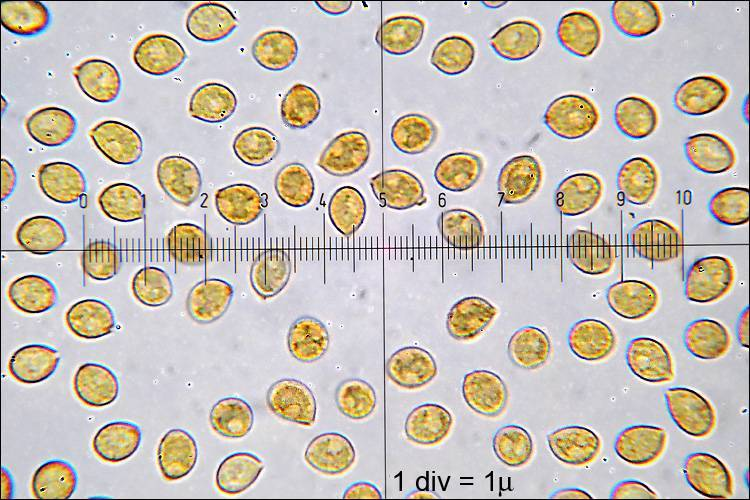